# 후시향

후시 향의 위치

후시향(한국어: 호서향, 중국어: 湖西鄉, 병음: Húxī Xiāng)은 중화민국 펑후 현의 향이다. 넓이는 33.3008 km2이고, 인구는 2015년 8월 기준으로 14,370명이다.

## 지리
후시 향은 펑후 섬의 북동부에 위치한다.

## 교통
- 마궁 공항